# A.S.D.C. Base 96 Seveso
Associazione Sportiva Dilettantistica Calcio Ba.Se. 96 Seveso là một câu lạc bộ bóng đá Ý đến từ Seveso, Lombardy. Màu sắc của đội là đỏ và xanh lá cây.
Đội bóng được thành lập vào năm 1996 sau khi sáp nhập giữa Baruccana FBC (thành lập năm 1974) và AS Seveso (thành lập năm 1909). Đội bóng sáp nhập để đạt kết quả cao nhất trong mùa giải 2007/2008, khi đội đầu tiên thi đấu tại Serie D.
Mùa 1996-97, thứ sáu được thăng hạng
Mùa 1997-98, thứ chín được thăng hạng
Mùa 1998-99, thứ mười một được thăng hạng
Mùa 1990-00, thứ bảy được thăng hạng
Mùa 2000-01, thứ bảy được thăng hạng
Mùa 2001/02, thứ ba được thăng hạng

## Liên kết ngoài

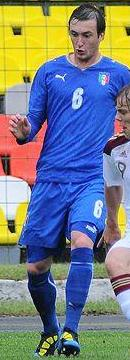
Luca Caldirola, anh đã chơi ở Base 96 trước khi chơi cho FC Inter